# Goumois (Jura)
Pour les articles homonymes, voir Goumois.
Goumois est une localité et une ancienne commune suisse du canton du Jura, située dans le district des Franches-Montagnes. 
Comme Les Pommerats, elle a fusionné avec Saignelégier le 1er janvier 2009. Son ancien numéro OFS est le 6749.

## Histoire
La frontière sépare les deux Goumois depuis la convention passée entre la Principauté épiscopale de Bâle et Louis XVI en 1780.
En 1830, les paroissiens de Goumois Suisse obtiennent le droit de fréquenter l'église de Goumois France.